# Theridion kiliani
Theridion kiliani är en spindelart som beskrevs av Müller och Stefan Heimer 1990. Theridion kiliani ingår i släktet Theridion och familjen klotspindlar.
Artens utbredningsområde är Colombia. Inga underarter finns listade i Catalogue of Life.